# Gregory Crane
Gregory Ralph Crane (* 29. Oktober 1957) ist ein US-amerikanischer Klassischer Philologe und Fachmann für Digital Humanities.
Gregory Crane studierte an der Harvard University Klassische Philologie, wo er nach der Promotion 1985 zunächst als Assistant Professor arbeitete. Ab 1985 war er auch am Perseus Project beteiligt (zunächst als Co-Director), das eine digitale Bibliothek antiker Texte mit Übersetzungen erstellte. Die erste Version der Datenbank erschien 1991. 1992 wechselte Crane an die Tufts University, an der auch das Perseus Project beheimatet ist. Dort wurde er 1996 zum Associate Professor ernannt und erhielt 1998 den Winnick Family Chair of Technology and Entrepreneurship im Fachgebiet Classical Studies. Daneben bekleidet er seit 2021 auch eine Professur für Computer Science ebenfalls an der Tufts University. 
Für seine Arbeit im Bereich der Digital Humanities erhielt Crane hochkarätige Auszeichnungen. 2010 verlieh ihm Google den Digital Humanities Research Award. Zum 1. April 2013 wurde er an der Universität Leipzig zum Alexander von Humboldt-Professor für Digital Humanities am Institut für Informatik ernannt. Seit April 2018 ist er darüber hinaus Institutsdirektor für das Teilinstitut Digital Humanities am Institut für Digitale Technologien.
Über die Angewandte Informatik hinaus sind Cranes Forschungsschwerpunkte das griechische Epos sowie griechische und römische Geschichtsschreibung.

## Schriften (Auswahl)
- Livy, Augustus, and the First Four Kings of Rome: A Study in Roman Historiography. Bachelorarbeit, Harvard University 1979
- Calypso. Stages of Afterlife and Immortality in the Odyssey. Dissertation, Harvard University 1985, OCLC 919787660.
  - Überarbeitete Fassung unter dem Titel: Calypso. Backgrounds and Conventions of the Odyssey. Frankfurt am Main 1988, ISBN 3-610-09016-2.
- The Blinded Eye: Thucydides and the New Written Word. London 1996, ISBN 0-8476-8130-0.
- Thucydides and the Ancient Simplicity. The Limits of Political Realism. Berkeley/Los Angeles 1998, ISBN 0-520-20789-0. https://doi.org/10.1525/9780520918740
- Cultural heritage digital libraries: Needs and components, in: M. Agosti and C. Thanos (eds.), Research and Advanced Technology for Digital Libraries. ECDL 2002. (Lecture Notes in Computer Science 2458), Heidelberg: Springer, 626–637, https://doi.org/10.1007/3-540-45747-X_47
- Classics and the Computer: An End of the History, in: Susan Schreibman, Ray Siemens, John Unsworth (eds.), A Companion to Digital Humanities, Oxford: Blackwell, 2004, 46–55. https://doi.org/10.1002/9780470999875.ch4
- Greco-Roman Studies in a Digital Age, Daedalus (2016) 145 (2): 127–133, https://doi.org/10.1162/DAED_a_00383